# Antonio Gauna
Antonio Jorge Gauna, apodado Tata (nacido el 23 de abril de 1927 en San Lorenzo, provincia de Santa Fe),  es un exfutbolista argentino. Se desempeñaba como delantero y su primer club fue Rosario Central.

## Carrera
Su debut se produjo en el cotejo de la 26.ª fecha del Campeonato de Primera División 1948, disputándose con futbolistas juveniles, ya que se encontraba en desarrollo una huelga; en dicho partido, celebrado el 14 de noviembre, Rosario Central venció a Racing Club 6-2, con dos tantos de Gauna. Jugó los restantes cuatro encuentros del torneo, sin volver a marcar.

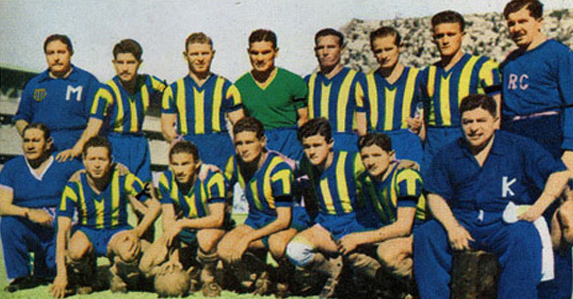
Rosario Central en 1952. Parados: José Minni, Mario Viriginio, Pedro Botazzi, Alfredo Fógel, Héctor Caruso, Federico Vairo; hincados: Antonio Gauna, Roberto Appicciafuoco, Humberto Rosa, Juan Vairo, Juan Intini.

En las dos temporadas siguientes tuvo poca participación, logrando titularidad en 1951, cuando Central debió jugar el Campeonato de Segunda División, tras haber perdido la categoría el año anterior. La recuperación canalla fue pronta, ya que se consagró en el certamen, consiguiendo también el retorno a la máxima categoría.
En el Campeonato de Primera División 1952 marcó su primera presencia en la red en un clásico rosarino, al convertir el primer gol centralista en la victoria 2-0 ante Newell's Old Boys como visitante, partido disputado el 12 de octubre.
Tuvo su más destacada actuación en el derbi rosarino en 1953, cuando anotó los tres goles de su equipo (uno de ellos de chilena) en la victoria 3-1 en el Parque Independencia.

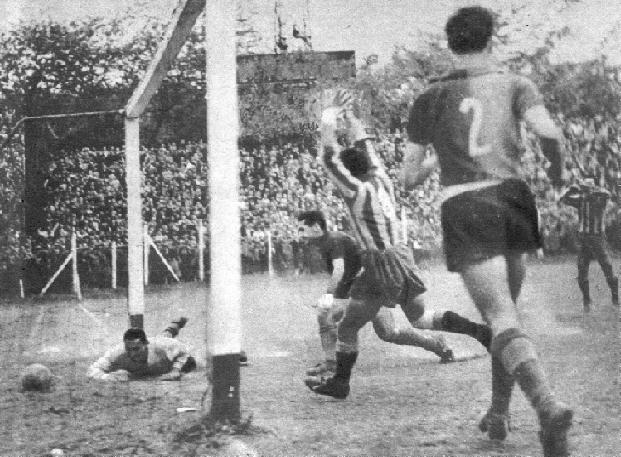
Uno de los goles de Gauna a Newell's en 1952.

Continuó en la titularidad de la delantera canalla durante varias temporadas, compartiendo la línea ofensiva con futbolistas de la talla de Alberto Massei, Humberto Rosa, Oscar Mottura, Roberto Appicciafuocco, Juan Apolonio Vairo, entre otros. Marcó un quinto gol en clásicos, aunque en esta oportunidad su equipo cayó 3-2 como visitante el 15 de agosto de 1954. 
Continuó en Rosario Central hasta el Campeonato de Primera División 1956, acumulando en su trayectoria por la institución de Barrio Arroyito 152 presencias y 29 goles convertidos.
Su siguiente destino fue en el exterior, jugando en O'Higgins de Chile entre 1957 y 1958. Prosiguió en Rampla Juniors de Uruguay, para luego retornar a Argentina al fichar por Colón, mientras que su último club fue Sport Club Cañadense.

## Clubes
| Club                 | País      | Año       |
| -------------------- | --------- | --------- |
| Rosario Central      | Argentina | 1948-1956 |
| O'Higgins            | Chile     | 1957-1958 |
| Rampla Juniors       | Uruguay   | 1959      |
| Colón                | Argentina | 1959      |
| Sport Club Cañadense | Argentina | 1960      |

## Palmarés
| Equipo          | País      | Título           | Año  |
| --------------- | --------- | ---------------- | ---- |
| Rosario Central | Argentina | Segunda División | 1951 |